# Frikat
Frikat est une commune algérienne, de la wilaya de Tizi Ouzou.
La ville s'étend sur 38,6 km2 et compte 15 200 habitants depuis le dernier recensement de la population[Quand ?]. La densité de population est de 331,5 habitants par km² sur la ville.
Entourée par Aïn Zaouia, Bounouh et Draâ El Mizan, Frikat est située à 3 km au sud-ouest d'Aïn Zaouia la plus grande ville des environs. 

## Géographie

### Localisation
Frikat couvre une superficie de 3 859 hectares soit 38,59 km2. 
La commune dont la mairie se situe à 357 mètres d'altitude n'accueille aucune réserve naturelle sur son territoire.
Caractérisée par un climat méditerranéen avec été chaud (Classification de Köppen : Csa), la commune se situe dans le fuseau horaire UTC +1:00 (Africa/Algiers). L'heure d'été correspond à UTC+1:00 tandis que l'heure d'hiver correspond à UTC +1:00.
La commune de Frikat est située au sud-ouest de la wilaya de Tizi-Ouzou. Son territoire est délimité :
| Draâ El Mizan            | Aïn Zaouia                   | Bounouh                      |
| Draâ El Mizan            | Frikat                       | Bounouh                      |
| Aomar (Wilaya de Bouira) | Aït Laziz (Wilaya de Bouira) | Aït Laziz (Wilaya de Bouira) |

### Villages de la commune
La commune de Frikat est composée de 24 villages :
- Aït Ali
- Ait Mates
- Aït Hakem
- Aït Haniche
- Aït Messaoud ou yahia
- Aït Sidi Maamar
- Bou Ighzer (Ilahlouthène,Iarbithène,Boussegassène, etc.)
- Bou zermane ou Mendja
- Beni Boumaza
- Iaazouzens)
- Ihamdiouène
- Kalous
- Mezrara (Imazgharenes)
- Yamani
- azaghar

## Histoire
Au début de XVIe siècle, la partie occidentale du Djurdjura était sous l'autorité des guechtoula. Une puissante confédération de tribus qui avait donné du fil à retordre aux Turcs, en refusant non seulement de verser l’impôt au beylik, mais aussi en attaquant ses troupes quand elles s'aventuraient dans la région.[réf. souhaitée]
Au début de XVIIe siècle, les guechtoula étaient commandés par un chef sous le nom Chikh Gacem (son père appelé Mohamed, a été lui aussi un chef).[réf. souhaitée]
Chikh Gacem ben Mohamed a réussi à étendre son autorité sur une partie du pays dépassant les Issers jusqu’au atteindre Bouira. Il a dirigé longtemps suivant les documents officiels. La période s'étale de 1659 à 1693, date de l'installation de Ferhat S'rir ben Ahmed, de la djemâa des Arib ben Etthelibi.[réf. souhaitée]
La capitale de Chikh Gacem ben Mohamed était Mendja, où il édifia une puissante forteresse (citadelle) (probablement sur un ancien site romain), non loin du col Tizi n'Mechelet Ramdane sur les hauteurs de Frikat. Il était un homme fort intelligent et riche, il possédait de la fortune d’or ; du blé et une puissante armée, les soldats et plus de 500 cavaliers. Mendja était la capitale de la confédération de Iguejdals (guechtoula ou Iwejdal).[réf. souhaitée]
Frikat fait partie de la confédération des Gechtoula (Iwajdhanes ou Igoujdal) qui était composée de huit tribus : les Frikat, les Beni-Smail, les Beni Koufi, les Beni-Mendes, les Beni-Bou-R'erdanes, les Beni-bou-Addou, Ighil Imoula,Mechtras . Les Frikats ont participé à côté des autres tribus de la confédération aux insurrections contre la colonisation française. La première insurrection remonte à l’expédition du général Blangini en 1849 dans les territoires des Guechtoula.
La commune de Frikat est issue du découpage administratif de 1984. Elle est située à l’est de Draâ El-Mizan et au sud de Tizi Ouzou. D’une superficie de 48 km2, cette municipalité est dominée par une plaine occupée par la céréaliculture, l’élevage bovin et l’arboriculture, et une zone montagneuse connue pour ses oliveraies. Sa population s’élève (dernier recensement 2008) à 15 200 habitants. Cette région est l’une des régions historiques  pour avoir donné naissance au colonel Amar Oumrane, l’un des artisans du déclenchement de la guerre de libération, compagnon de l’autre colonel, Krim Belkacem. À la veille du 1er novembre 1954, le colonel Ouamrane mobilisa plus de 300 militants, raconte-t-on, qu’il mit à la disposition des responsables de la Mitidja où ils attaquèrent les intérêts des colons dans cette région. On dit aussi que Frikat a enfanté un grand écrivain en la personne de Malek Haddad, originaire des Ihadaden. Plus de 300 martyrs sont recensés dans le fichier communal, sans compter l’engagement de toute la population dans le combat pour le recouvrement de l’indépendance. L’implantation d’une SAS (Section administrative spéciale) à Bou Ighzer, que d’aucuns désignent encore par ce nom, témoigne d’un tel engagement, que les forces coloniales et ses supplétifs essayèrent d’étouffer. Cette municipalité présente des opportunités certaines en mesure de la propulser dans son développement.[réf. souhaitée]

## Économie
Sa situation géographique fait d’elle une porte ouverte vers d’autres communes et même vers la wilaya de Bouira. En empruntant le CW4 (actuellement restauré, contrairement à son état de 2005), on peut rallier les communes de Bounouh, puis de Boghni en quelques minutes. La prise en charge des pistes la rattachant à la wilaya de Bouira, du côté d’Ath Laâziz et vers la RN5, est une urgencen, Ces infrastructures routières sont indispensables pour désenclaver les villages en question et aussi une manière de développer le tourisme et, par ricochet, sortir la région de son isolement. Cette municipalité compte au moins une dizaine d’entreprises activant dans divers secteurs (bâtiment et travaux publics, transformation plastique, couscous traditionnel, fabrication de jus, agriculture, apiculture, huile d’olive, arboriculture).[réf. souhaitée]